# Грачовка (Грачовський район)
Грачо́вка (рос. Грачёвка) — село, адміністративний центр Грачовського району Оренбурзької області, Росія.

## Населення
Населення — 6122 особи (2010; 6521 у 2002).
Національний склад (станом на 2002 рік):
- росіяни — 88 %